# Adriaen Brouwer (bier)
Adriaen Brouwer is een Belgisch bier. Het bier wordt gebrouwen door Brouwerij Roman te Oudenaarde.

## Achtergrond
Adriaen Brouwer kwam in de plaats van het vroegere bier “Oudenaards bruin”. De naam verwijst naar de Vlaamse schilder Adriaen Brouwer, die afkomstig was van Oudenaarde en een bewogen leven heeft geleden. In Oudenaarde verwijzen heel wat zaken naar Adriaen Brouwer. Zo wordt het bier bijvoorbeeld ook gratis aangeboden bij de start van de Adriaen Brouwer Bierfeesten.

## Bieren
Er zijn drie varianten:
- Adriaen Brouwer is een oud bruin bier van hoge gisting met een alcoholpercentage van 5%. Dit bier is het oudste en is verkrijgbaar in flesjes van 25cl of vaten van 20 liter.
- Adriaen Brouwer Tripel is een biotripel met een alcoholpercentage van 9%. Dit bier werd in mei 2018 gelanceerd.[1]
- Adriaen Brouwer Oaked is een bruin biobier, gerijpt op sherry- en whiskyvaten, met een alcoholpercentage van 10%. Het is gebaseerd op het Adriaen Brouwer Winter Wood kerstbier en werd eveneens in mei 2018 geïntroduceerd.[1]

Adriaen Brouwer Dark Gold was een donker degustatiebier van hoge gisting met een alcoholpercentage van 8,5%. Dit bier werd gelanceerd in 2008 maar is thans niet meer verkrijgbaar.

## Prijzen
- In 2010 won Adriaen Brouwer Dark Gold de “European Beer Star Award 2010” in de categorie Belgian-Style Strong Ale.[2]
- Later in 2010 kreeg Adriaen Brouwer Dark Gold ook nog eens goud in de publieksprijs op de beurs “Brau Beviale” te Neurenberg. Bezoekers mochten daar hun stem uitbrengen op de goudenmedaillewinnaars van de European Beer Star Award 2010.[3]